# Музаффарнагар (округ)
Округ Музаффарнагар (англ. Muzaffarnagar district) — округ в штате Уттар-Прадеш на севере Индии. Часть региона Сахаранпур и Национальной столичной области. Административный центр — город Музаффарнагар. Площадь округа — 2,991 км². 28 сентября 2011 года из состава округа был выделен самостоятельный округ Шамли.

## История
Ранняя средневековая история Музаффарнагара неясна вплоть до периода индо-моголов. В 1399 году через этот регион в Дели прошла армия Тимура, преодолев сопротивление местных жителей. При падишахе Акбаре, большая часть округа Музаффарнагар, в те времена носящего название Сарват, находилась под контролем брахманов Тага / Тяги из деревне Сарват и относилась к саркару (округу) Сахаранпур. Акбар даровал парган (округу) Сарват Сайеду Махмуду Хану Барха, потомки которого и владели этими землями вплоть до XVII века. После убийства Пир-хана Лоди, падишах Шах-Джахан даровал титул умершего и округ Сарват Сайеду Музаффару Хану Барха, чей сын Мунавар Лашкар Хан Барха основал город и назвал его Музаффарнагар в честь своего отца.
В XX веке округ Музаффарнагар стал известен частыми случаями грабежей, убийств, похищений и бандитизма.

## Блоки
Округ разделён на девять блоков:
| Sr. No. | Block Name                             |
| ------- | -------------------------------------- |
| 1       | Muzaffarnagar                          |
| 2       | Budhana                                |
| 3       | Baghra                                 |
| 4       | Shahpur                                |
| 5       | Purquazi                               |
| 6       | Charthawal                             |
| 7       | Morna near Sukartal (Historical Place) |
| 8       | Jansath                                |
| 9       | Khatauli                               |

## Демография
| Религия в округе Музаффарнагар | Религия в округе Музаффарнагар | Религия в округе Музаффарнагар | Религия в округе Музаффарнагар | Религия в округе Музаффарнагар |
| Религия                        |                                |                                | Процент                        |                                |
| ------------------------------ | ------------------------------ | ------------------------------ | ------------------------------ | ------------------------------ |
| Индуизм                        |                                |                                | 57.51 %                        |                                |
| Ислам                          |                                |                                | 41.30 %                        |                                |
| Сикхизм                        |                                |                                | 0.45 %                         |                                |
| Джайнизм                       |                                |                                | 0.39 %                         |                                |
| Христианство                   |                                |                                | 0.16 %                         |                                |
| Другие†                        |                                |                                | 0.19 %                         |                                |

По данным переписи 2011 года в округе Музаффарнагар проживало 4 143 512 человек. Округ Музаффарнагар 125-й из 640 округов Индии) по населению Прирост населения за 2001—2011 составил 16,8 %. На 1000 приходится 886 женщин мужчин, уровень грамотности 70,11 %, в то время как по итогам переписи 2001 года доля грамотных составляла 69,12 % населения.
Во время переписи 2011 года 87,02 % населения округа использовали как первый язык Хинди и 12,58 % Урду.